# Program Operacyjny Rybactwo i Morze
Program Operacyjny Rybactwo i Morze (skr. PO RYBY) – program wsparcia finansowego z Europejskiego Funduszu Morskiego i Rybackiego dla Polski na lata 2014-2020, zatwierdzony przez Komisję Europejską decyzją z dnia 22 października 2015.
W ramach programu przyznano Polsce 531 milionów euro, co wraz z wkładem z budżetu państwa (179 milionów euro) dało sumę 710 milionów euro. Alokacja była jedną z czterech najwyższych w Unii Europejskiej. W ramach programu realizowanych jest sześć Priorytetów Unii oraz Pomoc Techniczna. Pomoc kierowana jest zarówno na wsparcie tradycyjnie rozumianego sektora rybackiego, jak również nowych komponentów, wcześniej finansowanych z innych źródeł niż fundusze europejskie (rynek rybny, kontrola i egzekucja przepisów, gromadzenie danych i Zintegrowana Polityka Morska). Priorytety realizowane w ramach programu to:
- promowanie zrównoważonego, innowacyjnego i konkurencyjnego rybołówstwa,
- wspieranie zrównoważonej, innowacyjnej i konkurencyjnej akwakultury,
- wspieranie wdrażania wspólnej polityki rybołówstwa,
- zatrudnienie i spójność terytorialna na obszarach rybackich,
- wspieranie wprowadzania do obrotu i przetwarzania,
- Zintegrowana Polityka Morska[1].

Instytucją zarządzającą programem jest minister ds. rybołówstwa. 